# ألعاب القوى في الألعاب الأولمبية الصيفية 2024 – سباق 10,000 متر للسيدات
أقيمت منافسات سباق 10000 متر للسيدات في دورة الألعاب الأولمبية الصيفية 2024 في ستاد فرنسا في باريس، فرنسا، في 09 أغسطس 2024. يعتبر هذه المرة العاشرة التي تقام فيها منافسات سباق 10000 متر للسيدات في دورة الألعاب الأولمبية الصيفية. تمكن ما مجموعه 27 رياضية من التأهل للحدث حسب معيار الدخول أو التصنيف. كان هامش الفوز 0.10 ثانية وهي المرة الأولى التي فازت فيها السيدات بسباق 10000 متر بأقل من نصف ثانية في دورة الألعاب الأولمبية.

## ملخص
كانت سيفان حسن الفائزة في الألعاب الأولمبية السابقة هي محور الحدث في سباقات المسافات الطويلة للسيدات منذ عام 2019، وسواء فازت أم لا، فإن سرعتها في إنهاء السباق هي شيء يجب على جميع المنافسين الآخرين توقعه. فازت في بطولة العالم عام 2019، وخسرت بصعوبة لتحتل المركز الرابع في عام 2022 وسقطت وهي في الصدارة قبل خط النهاية مباشرة في عام 2023. كانت ليتيسنبيت غيدي خلفها في عام 2019 وحصلت على الميدالية الفضية والبرونزية في عام 2020، ثم فازت جيدي في عام 2022. كان عام 2023 بمثابة اكتساح إثيوبي، حيث احتل جيدي المركز الثاني هناك بعد جوداف تسيجاي. وكان إيجايهو تايي العضو الثالث في الاكتساح. وتشمل المنافسة في شرق إفريقيا أيضًا كينيا، حيث حصلت هيلين أوبيري ومارجريت كيبكيمبوي على الفضية والبرونزية في عام 2022. سجلت بياتريس تشيبيت الرقم القياسي العالمي في وقت سابق من هذا العام وفازت بالفعل بسباق 5000 متر بتفوقها على فيث كيبيجون وسيفان حسن.
مع بقاء 25 لفة على النهاية، لم يرغب أي من المتنافسين في السباق مبكرًا. انتهى الأمر برينو جوشيما في المقدمة. سمحوا لها بالبقاء هناك لمدة 10 لفات. وكما هو معتاد ذهبت سيفان حسن إلى مؤخرة المجموعة. بعد ذلك جاء دور ديزي جيبكيمي لتولي النقطة، لكنها استمرت لمدة لفتين فقط حتى تولت لورين رايان زمام الأمور. وخلال هذه العملية، كانت تشيبيت في المقدمة وتراقب الإجراءات. وكانت ناديا باتوكليتي قريبة أيضًا. مع تبقي عشر لفات على النهاية، تقدم كيبكيمبوي إلى المقدمة. وبحلول هذه النقطة، كان عدد المتسابقين في المجموعة 13 متسابقة، وكان الكينيون الثلاثة والإثيوبيون الثلاثة والأمريكيون الثلاثة جزءًا منها. أخذت تسيجي جيبريسيلاما لفة في المقدمة، وكان الكينيون الثلاثة هم من حددوا اللفة. وفي بعض الأحيان، حاول الكينيون تشكيل ما بدا وكأنه إسفين وقائي حول تشيبيت، ورينجيروك من الخارج وكيبكيمبوي. كان تسيجاي يضع تشيبيت على بعد خطوة واحدة خلفه. ومع تبقي 1500 لفة على النهاية، حاولت الأمريكية باركر فالبي التي كانت في مؤخرة قيادة السباق، وحول المجموعة بأكملها نحو المقدمة. لقد شاهدوا كينيث روكس في سباق الحواجز ولم يكونوا ليقبلوا بأي شيء من هذا. كان كيبكمبوي أسرع، وبدأ بقية المجموعة في التحرك مع تقدم الإثيوبيين كمجموعة من الخارج، ثم بدأ الجميع في التنافس على المراكز، وأحيانًا كان كل أربعة في صف واحد عبر المضمار، مع تغيير الأماكن جميعًا مع كيبكمبوي في المقدمة، وتسارعت وتيرة الركض. تقدم تسيجاي إلى الأمام من الخارج، ثم تقدم حسن وظل في الخارج. عند الجرس كان الكينيون الثلاثة في المقدمة، حيث اندفع تشيبيت خارج المسار، وتسلل باتوكليتي من الداخل. فصل فوتين تيسفاي وتسيجاي وسيفان حسن عن الكينيين بينما كان الأمريكيون وجبرسيلاما يتراجعون من الخلف.
في المنعطف الأخير تجاوزت سيفان حسن الإثيوبيين الأخيرين ورينجيروك. ومع وصولهم إلى المسار النهائي تقدم تشيبيت أخيرًا أمام كيبكمبوي. كان باتوكليتي خلف تشيبيت مباشرة بينما كانت سيفان حسن متأخرة بخطوة أخرى. وبحلول الوقت الذي تجاوزت فيه سيفان حسن كيبكمبوي، كانت تشيبيت وباتوكليتي قد ابتعدتا بعض الشيء. كان تشيبيت متقدمًا بفارق مترين عن باتوكليتي واستمر في التفوق عليها حتى 10 أمتار قبل خط النهاية. وواصل باتوكليتي التقدم وقلص الفارق إلى أقل من متر واحد ولكن ليس بالقدر الكافي لانتزاع الميدالية الذهبية. وبعد الركض لمسافة 500 متر، والتعامل مع تجاوز العديد من المتسابقات، لم تتمكن سيفان حسن من تعويض الفارق واضطر إلى الاكتفاء بالميدالية البرونزية.

## الخلفية
كان سباق 10000 متر للسيدات متوجود في برنامج ألعاب القوى الأوليمبي منذ عام 1988.
| الرقم القياسي          | الرياضي (البلد)     | الوقت (ث) | الموقع                  | التاريخ       |
| ---------------------- | ------------------- | --------- | ----------------------- | ------------- |
| الرقم القياسي العالمي  | بياتريس شيبيت (KEN) | 28:54.14  | يوجين، الولايات المتحدة | 25 مايو 2024  |
| الرقم القياسي الأولمبي | ألماز أيانا (ETH)   | 29:17.45  | ريو دي جانيرو، البرازيل | 12 أغسطس 2016 |
| الرقم الرائد عالميًا    | بياتريس شيبيت (KEN) | 28:54.14  | يوجين، الولايات المتحدة | 25 مايو 2024  |

| أرقام قياسية للمنطقة                                             | رياضي (دولة)                               | زمن (ثوانٍ)   |
| ---------------------------------------------------------------- | ------------------------------------------ | ------------ |
| أفريقيا (الأرقام القياسية)                                       | بياتريس شيبيت (KEN)                        | 28:54.14 ر.ع |
| آسيا (الأرقام القياسية)                                          | وانغ جونتشيا (CHN)                         | 29:31.78     |
| أوروبا (الأرقام القياسية)                                        | سيفان حسن (NED)                            | 29:06.82     |
| أمريكا الشمالية والوسطى ومنطقة البحر الكاريبي (الأرقام القياسية) | أليسيا مونسون (الولايات المتحدة الأمريكية) | 30:03.82     |
| أوقيانوسيا (الأرقام القياسية)                                    | كيمبرلي سميث (AUS)                         | 30:35.54     |
| أمريكا الجنوبية (الأرقام القياسية)                               | فلورنسيا بوريللي (ARG)                     | 31:47.76     |

## التأهل
بالنسبة لسباق 10000 متر للسيدات، كانت فترة التأهيل بين 1 يوليو 2023 و30 يونيو 2024.[6] تمكن 27 رياضيًا من التأهل للحدث، بحد أقصى ثلاثة رياضيين لكل دولة، من خلال الركض وفقًا لمعيار الدخول 30:45.00 ثانية أو أسرع، أو حسب تصنيفهم العالمي لألعاب القوى إما لهذا الحدث أو لحدث اختراق الضاحية.[6]== المراجع ==

## النتائج

### النهائي
أقيمت المباراة النهائية في 9 أغسطس، ابتداءً من الساعة 20:55 (UTC+2) في المساء.
| المركز | الرياضية                 | البلد            | الوقت    | الملاحظات |
| ------ | ------------------------ | ---------------- | -------- | --------- |
| الأول  | بياتريس شيبيت            | كينيا            | 30:43.25 |           |
| الثاني | ناديا باتوكليتي          | إيطاليا          | 30:43.35 | NR        |
| الثالث | سيفان حسن                | هولندا           | 30:44.12 | SB        |
| 4      | مارغريت كيبكيمبوي        | كينيا            | 30:44.58 |           |
| 5      | ليليان كاسيت رينجيروك    | كينيا            | 30:45.04 |           |
| 6      | جوداف تسيجاي             | إثيوبيا          | 30:45.21 |           |
| 7      | فوتين تسفاي              | إثيوبيا          | 30:46.93 |           |
| 8      | ويني كيلاتي              | الولايات المتحدة | 30:49.98 |           |
| 9      | كاريسا شفايتزر           | الولايات المتحدة | 30:51.99 | SB        |
| 10     | تسيجي جيبريسيلاما        | إثيوبيا          | 30:54.57 |           |
| 11     | باركر فالبي              | الولايات المتحدة | 30:59.28 |           |
| 12     | سارة تشيلانغات           | أوغندا           | 31:02.37 |           |
| 13     | لورين ريان               | أستراليا         | 31:13.25 |           |
| 14     | فرانسين نيوموكونزي       | بوروندي          | 31:17.02 | PB        |
| 15     | إيليش ماكولغان           | بريطانيا العظمى  | 31:20.51 | SB        |
| 16     | ديان فان إس              | هولندا           | 31:25.51 |           |
| 17     | ديزي جيبكيمي             | كازاخستان        | 31:26.55 |           |
| 18     | رينو غوشيما              | اليابان          | 31:29.48 |           |
| 19     | هاروكا كوكاي             | اليابان          | 31:44.03 |           |
| 20     | كلارا لوكان              | سلوفينيا         | 31:45.15 |           |
| 21     | أنيت تشيمنغيتش تشيلانغات | أوغندا           | 31:50.41 | PB        |
| 22     | يوكا تاكاشيما            | اليابان          | 31:52.07 | SB        |
| 23     | ميغان كيث                | بريطانيا العظمى  | 33:19.92 |           |
| –      | راحل دانيال              | إرتريا           | DNF      |           |
| –      | أليشيا زاربو             | فرنسا            | DNF      |           |